# Diplasia karatifolia
Diplasia es un género monotípico de plantas herbáceas perteneciente a la familia de las ciperáceas. Su única especie, Diplasia karatifolia, es originaria de América tropical.

## Descripción
Tiene tallos de hasta 4 m de altura, rígidos, escábridos. Hojas hasta de 3 m x 3-5 cm, basales y caulinares; vainas amarillo-pajizas, escábridas. Inflorescencia de hasta 40 x 40 cm, con rayos desiguales; espigas 2-3 cm. Bractéolas 3-4.5 mm, rojizo opaco, cartáceas, 1-nervias; glumas 3-4 mm. Aquenios de 6 x 4 mm, negros, brillantes.

## Distribución y hábitat
Se encuentra en las selvas perennifolias. a una altitud de 0-600 metros en Costa Rica, Panamá, Colombia, Venezuela, Las Guayanas, Ecuador, Perú, Bolivia y Brasil.

## Taxonomía
Diplasia karatifolia fue descrito por Rich. ex Pers. y publicado en Synopsis Plantarum 1: 70. 1805.
Sinonimia
- Fimbristylis bromeliifolia (Rudge) A.Spreng.
- Hypolytrum iridifolium Link
- Scirpus bromeliifolius Rudge[3]